# Heterischnus pulex
Heterischnus pulex är en stekelart som först beskrevs av Cornelius Herman Muller 1776.  Heterischnus pulex ingår i släktet Heterischnus och familjen brokparasitsteklar. Inga underarter finns listade i Catalogue of Life.